# 토리우미 카츠미
토리우미 카츠미(일본어: 鳥海 勝美, 1963년 11월 6일~)는 프로덕션 바오밥의 남자 성우다.

## 애니메이션
- 기동전사 건담 SEED FREEDOM - 다리다 로라하 챈드라 2세
- 도라에몽 - 껄껄폰
- 도라에몽 - 해골 남작,미타 씨,제자,남성
- 도라에몽 노비타의 몽환삼검사 - 남성
- 밀림의 왕자 레오 - 용기가 미래를 바꾼다 - 헌터
- 미유키 - 와카마츠 마사토
- 마술사 오펜 - 라이
  - 마술사 오펜 리벤지 - 라이

## 인터넷 애니메이션
- GR -자이언트 로보- - 야마베 스가오